# Доналд Глът
Доналд Глът (на английски: Donald Glut) е американски режисьор, сценарист, актьор, палеонтолог и писател на бестселъри в жанра научна фантастика и документалистика. Ползва и псевдонима Дон Глът за работата си в киното, както и други псевдоними. В някои случаи е писал и като „призрачен автор“ под чуждо име.

## Биография и творчество
Доналд Франк Глът е роден на 19 февруари 1944 г. в Пекос, Тексас, САЩ, в семейството на Франк Глът и Джулия Бласовиц. Израства в Чикаго, Илинойс. В периода 1962 – 1964 г. учи в университета „Ди Пол“. Учи заедно с Джордж Лукас във филмовото училище в Университета на Южна Калифорния в Лос Анджелис, където завършва през 1967 г. с бакалавърска степен по кино.
В периода 1953 – 1969 г. прави общо 41 любителски филма на тема ужаси и фентъзи, някои от които са показвани по телевизията и киното. След последния си любителски филм започва да се занимава професионално с киното като автор, сценарист и продуцент на редица епизоди от популярни телевизионни сериали. Работил е като консултант на множество видео, филмови и телевизионни проекти. Става президент на компанията Frontline Entertainment, за която е сценарист, режисьор и продуцент.
Започва писателската си кариера през 1966 г., като пише за списание „Модерни чудовища“, а по-късно става и негов редактор.
Едно от най-известните му произведения е романизацията на филма „Империята отвръща на удара“ от поредицата „Междузвездни войни“. Романът става международен бестселър.
В периода 1965 – 1971 г. участва като професионален музикант и певец в рок групата The Penny Arkade. През 1990 г. заедно с Пийт Шоли основава звукозаписната компания Fossil Records, която е издала над 12 албума.
Доналд Глът е запален любител палеонтолог и има многобройни документални книги по темата за динозаврите. Често изнася лекции по темата и е гост на телевизионни и радио предавания. Неговият „Речник на динозаврите“ (1972) е считан за един от най-добрите модели на книги на годината от Американската библиотечна асоциация.
Доналд Глът живее в Бърбанк, Калифорния.

## Произведения

### Самостоятелни романи
- Freakout on Sunset Strip (1967) – като Мик Роджърс
- Bugged! (1974)
- Spawn (1976)
- Dinosaur Valley Girls: The Book (1998)
- Jurassic Classics (2001)
- Radio Western Adventures (2002) – с Лестър Дент
- Brother Blood (2010)

### Серия „Новите приключения на Франкенщайн“ (New Adventures of Frankenstein)
1. Frankenstein Lives Again (1977)
2. Terror of Frankenstein (1977)
3. Bones of Frankenstein (1977)
4. Frankenstein Meets Dracula (1977)
5. Frankenstein and the Curse of Dr. Jekyll
6. Frankenstein and the Evil of Dracula
7. Frankenstein in the Lost World
8. Frankenstein in the Mummy's Tomb
9. Frankenstein vs. the Werewolf
10. The Return of Frankenstein

### Участие в общи серии с други писатели

#### Серия „Междузвездни войни“ (Star Wars)
5. Империята отвръща на удара, The Empire Strikes Back (1980) – награда „Галакси“
от серията има още 156 романа от различни автори

#### Серия „Динотопия“ (Dinotopia Digest Novels)
11. Chomper (2000)
от серията има още 15 романа от различни автори

### Разкази
- Dr Karnstein's Creation (1976)
- Who Really Was that Masked Man?
- My Creation, My Beloved
- Ranger to Eternity
- Origin of a Super-Hero
- F.R.A.N.K.E.N.S.T.E.I.N.
- To be Frank
- Vampire’s Gold
- Valley of the Shadow
- The Girl Who Taught David to Love

### Документалистика
- The Great Television Heroes (1971) – с Джим Хармън
- True Vampires of History (1972)
- The Dinosaur Dictionary (1972)
- The Great Movie Serials: Their Sound and Fury (1972) – с Джим Хармън
- The Frankenstein Legend: A Tribute to Mary Shelley and Boris Karloff (1973)
- The Dracula Book (1975) – награда „Монтагю Съмърс“
- Classic Movie Monsters (1978)
- The Dinosaur Scrapbook (1980)
- Dinosaurs, Mammoths and Cavemen: The Art of Charles R. Knight (1982) – със Силвия Маси Черкас
- The Frankenstein Catalog (1984)
- The Dinosaur Society's Dinosaur Encyclopedia (1993) – с Дон Лисъм
- Dinosaurs: The Encyclopedia (1997)
- Carbon Dates: A Day by Day Almanac of Paleo Anniversaries and Dino Events (1999)
- The Frankenstein Archive (2002)
- True Werewolves of History (2004)
- Dinosaurs: The Encyclopedia: Supplement 7 (2012)
- Shock Theatre, Chicago Style (2012)

### Филмография

#### Любителски филми – като автор, създател и актьор (частично)
- 1953 Diplodocus at Large
- 1956 The Earth Before Man
- 1957 Return of the Wolf Man
- 1957 Frankenstein Meets Dracula
- 1958 The Revenge of Dracula
- 1958 The Frankenstein Story
- 1958 Return of the Monster Maker
- 1959 The Time Monsters
- 1959 The Teenage Frankenstein
- 1959 Slave of the Vampire
- 1959 Dinosaur Destroyer
- 1960 The Age of Reptiles
- 1962 Tor, King of Beasts
- 1964 Son of Tor
- 1965 Superman vs. the Gorilla Gang

#### Професионални участия като автор, сценарист и продуцент
- 1974 Shazam! – тв сериал
- 1975 Land of the Lost – тв сериал
- 1976 The Scooby-Doo/Dynomutt Hour – тв сериал
- 1977 Space Sentinels – тв сериал
- 1977 The New Archie/Sabrina Hour – тв сериал
- 1978 Dynomutt Dog Wonder – тв сериал
- 1979 The New Shmoo – тв сериал
- 1980 The Flintstone Comedy Show – тв сериал
- 1981 Space Stars – тв сериал
- 1981-1982 Spider-Man – тв сериал
- 1981-1983 Spider-Man and His Amazing Friends – тв сериал
- 1983 Monchhichis – тв сериал
- 1983 The Biskitts – тв сериал
- 1984 The Mighty Orbots – тв сериал
- 1985 The Super Powers Team: Galactic Guardians – тв сериал
- 1985 G.I. Joe – тв сериал
- 1983-1985 He-Man and the Masters of the Universe – тв сериал
- 1985 Challenge of the GoBots – тв сериал
- 1986 Centurions – тв сериал
- 1984-1986 Transformers – тв сериал
- 1986 Jonny Quest – тв сериал
- 1987 DuckTales – тв сериал
- 1987 Sky Commanders – тв сериал
- 1988 Dino-Riders – тв сериал
- 1988 RoboCop – тв сериал
- 1989 Dink, the Little Dinosaur – тв сериал
- 1993 Х-Мен – тв сериал
- 1993 Dinosaur Movies – документален
- 1994 Hollywood Goes Ape! – документален
- 1996 Dinosaur Valley Girls – автор
- 2001 The Erotic Rites of Countess Dracula – видео
- 2003 The Mummy's Kiss – автор
- 2004 Countess Dracula's Orgy of Blood – видео
- 2006 The Mummy's Kiss: 2nd Dynasty – видео
- 2008 Blood Scarab – видео, автор